# Steelton
Steelton és una població dels Estats Units a l'estat de Pennsilvània. Segons el cens del 2000 tenia 5.858 habitants.

## Demografia
Segons el cens del 2000, Steelton tenia 5.858 habitants, 2.312 habitatges, i 1.518 famílies. La densitat de població era de 1.242,7 habitants/km².
Dels 2.312 habitatges en un 33% hi vivien nens de menys de 18 anys, en un 38,1% hi vivien parelles casades, en un 22% dones solteres, i en un 34,3% no eren unitats familiars. En el 29,7% dels habitatges hi vivien persones soles el 13,7% de les quals corresponia a persones de 65 anys o més que vivien soles. El nombre mitjà de persones vivint en cada habitatge era de 2,53 i el nombre mitjà de persones que vivien en cada família era de 3,13.
Per edats la població es repartia de la següent manera: un 28,8% tenia menys de 18 anys, un 7,8% entre 18 i 24, un 27,5% entre 25 i 44, un 19,9% de 45 a 60 i un 16% 65 anys o més.
L'edat mediana era de 36 anys. Per cada 100 dones de 18 o més anys hi havia 80,6 homes.
La renda mediana per habitatge era de 34.829$ i la renda mediana per família de 39.556$. Els homes tenien una renda mediana de 30.488$ mentre que les dones 24.701$. La renda per capita de la població era de 16.612$. Entorn del 9,1% de les famílies i l'11,8% de la població estaven per davall del llindar de pobresa.

## Poblacions properes
El següent diagrama mostra les poblacions més properes.